# Opus latericium

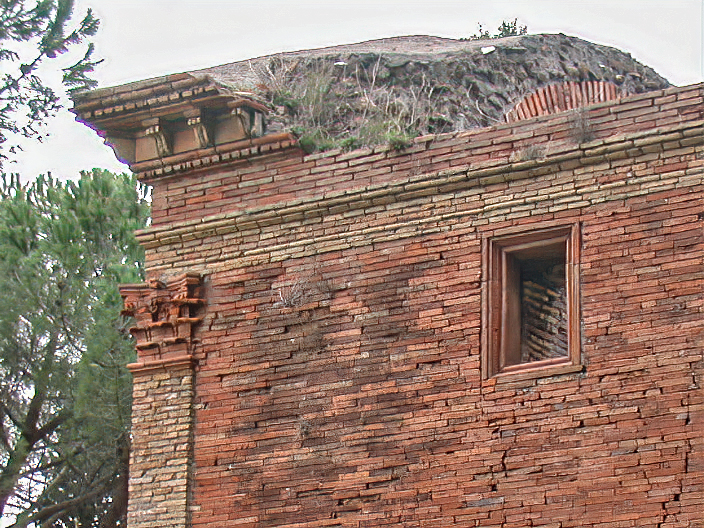
Exemple dopus latericium sur un tombeau de l'ancienne voie Appienne de Rome.

L'opus latericium (appareil en briques crues) est un mode de construction romain en briques crues.
Ce nom d'opus s'emploie souvent comme synonyme de l'opus testaceum, quoiqu'ils se différencient entre l'emploi de briques crues (latericium) et de briques cuites (testaceum). Il se distingue aussi de l'opus mixtum, alternance régulière de briques et de pierres. Ces briques de parement ne sont jamais utilisées entières, mais systématiquement taillées avant d'être mises en œuvre et de couvrir l'opus caementicium.
Depuis le début du Ier siècle, l'opus latericium a peu à peu remplacé les autres appareils grâce à sa solidité et à sa commodité d'utilisation[réf. souhaitée].

## Exemples de construction enlatericium
- Cité d'Ostie
- Marchés de Trajan
- Monuments de Ravenne